# نهر تانا (كينيا)
نهر تانا (بالسواحلية: Tana mto) ويسمى أيضًا نهر ساغانا هو أطول أنهار كينيا، ويعبر منطقة جبل كينيا. وقد أطلق على المقاطعة التي يعبر منها النهر مقاطعة نهر تانا.
يتدفق النهر بعد مروره بالسدود بين محميات ميرو وشمال كيتوي وبيسانادي وكورا ورابولي الوطنية. ثم يتجه النهر شرقًا، ثم إلى الجنوب الشرقي. ويمر عبر مدن غاريسا وهولا وغارسن قبل أن يصب في المحيط الهندي عند منطقة خليج أونغوانا ومدينة كيبييني، وذلك في نهاية دلتا نهرية تمتد إلى بُعد حوالي 30 كم من مصب النهر نفسه. ويمر النهر عبر منطقة شبه قاحلة ويروي الأراضي المحيطة بها.

## الجغرافيا
يبلغ طول النهر 1000 كم تقريبًا، وتبلغ مساحة التجميع المائي له 38,610 كم² (1,540 ميلاً مربعًا). ويقسم النهر إلى قسمين رئيسين (المنبع، وتانا السفلي)، وقسم تانا السفلي يبدأ من أسفل حديقة كورا حيثُ يتدفق لمسافة 700 كم تقريبًا عبر السهول شبه القاحلة.
تشمل روافده بعض الأنهار الرئيسة في المنطقة الوسطى لكينيا، مثل نهر ثيكا ونهر راغاتي ونيامندي وثيبا وماثيويا وخانيا وثوسي وموتونغا. ينبع النهر من جبل كينيا في نييري، ويجري في البداية باتجاه الجنوب الغربي قبل أن ينعطف جنوبًا حول مسيف جبل كينيا، ويتعرج حتى يصل إلى المحيط الهندي جنوبًا.

### التدفق المائي
يبلغ معدل التدفق السنوي للنهر أكثر من 5000 مليون م³، لكنه يتغير كثيرًا خلال السنة الواحدة، كما أنه يتغير بين سنة وأخرى. ويوجد للنهر موسمين للفيضانات كل عام.
بين عامي (1944-1978) بلغ متوسط التدفق الإجمالي (في غاريسا) 6105 مليون متر مكعب، لكنه تراجع إلى 1789 مليون م³ فقط في عام 1949، لكنه تدفق بغزارة عام 1968 ليصل إلى 13,342 مليون م³. وخلال الفترة (1982-1996) ظل التدفق السنوي أعلى من 5000 مليون م³ أيضًا. وتجر المياه من النهر بواسطة مشاريع الري الرئيسية التالية: مشروع ري وتسوية بورا، ومخطط ري تانا، ومشروع ري دلتا تانا.
وهناك عدة أدلة منها التدفق على أن التغير المناخي سيؤثر كثيرًا على النهر وعلى الأنظمة البيئية المحيطة به.

## السدود
شُيدت سلسلةٌ من السدود الكهرومائية (7 محطات شوكية كهرومائية) على طول النهر. وتشمل هذه السدود (مرتبة حسب تسلسلها): سد ماسينغا (الذي شُغّل عام 1981 بطاقة إنتاجية مُركّبة تبلغ 40 ميجاواط)، وسد كامبورو (1974، 94 ميجاواط)، وسد جيتارو (1978، 225 ميجاواط)، وسد كينداروما (1968، 72 ميجاواط)، وسد كيامبيري (1988، 168 ميجاواط). لدى خزان سد ماسينغا وخزان سد كيامبيري وظيفة مزدوجة بتوليد الطاقة الكهرومائية والري الزراعي. أما الخزانات الثلاثة الأخرى، فتُستخدم حصريًا لتوليد الطاقة الكهرومائية. وحسب دراسة أُجريت في سنة 2003 فإن ثلثي احتياجات كينيا من الكهرباء يتم توليدها من خلال سلسلة من السدود على طول نهر تانا. ثم تنقل الكهرباء المولدة بواسطة السدود إلى الشبكة الوطنية وتُوزّع في جميع أنحاء البلاد من خلال سلسلة من محطات الكهرباء الفرعية والمحوّلات والكابلات.